# 林鎮區 (明尼蘇達州麥克萊德縣)
林鎮區（英語：Lynn Township）是位於美國明尼蘇達州麥克萊德縣的一個行政鎮區，得名自麻薩諸塞州的林。

## 地方資料
林鎮區的面積為85.50平方千米，當中陸地面積為82.29平方千米，而水域面積為3.21平方千米。根據2020年美國人口普查的數據，當地共有人口519人，而人口密度為每平方千米6.07人。